# إم يونا
إيم يون آه (بالكورية:임윤아 بالإنجليزية:Im Yoona مواليد 30 مايو 1990) معروفة أيضاً باسم يونا، هي المغنية الكورية الجنوبية وراقصة وممثلة ونموذج شاركت لأول مرة كممثلة في عام 2007 وهي حالياً عضوة في فرقة غيرلز جينيريشن.

## السيرة الذاتية
حياتها:
ولدت يونا في 30 من مايو سنة 1990 بالعاصمة الكورية سول، قامت بحضور تجربة أداء يوم السبت من سنة 2002 للانضمام إلى شركة إس إم إنترتينمنت، فقامت بغناء أغنية Please لــWAX وبالرقص على أغنية Oops..!I did it again لـ بريتني سبيرز وأغنية Valenti لـ بوا. حيث تم قبولها بالشركة وبدأت بالتدرب مع بقية المتدربين بالشركة في التمثيل والغناء والرقص لمدة 5 سنوات، فتم اختيارها للانضمام لفرقة فتيات من 9 عضوات حيث كانت أول عضوة قبلت بفرقة غيرلز جينيريشن. وقامت بالظهور الأول لها مع فرقة غيرلز جينيريشن في 5 أغسطس 2007 , وفي عام 2014 أعلنت شركة إس إم إنترتينمنت انها على علاقة مع الممثل لي سونغ جي وقد انفصلا لاحقاً في 13 أغسطس 2015 بسبب جداولهما المزدحمة. وقد أكّدت وكالة SM الترفيهية خبر انفصالهما مضيفين إلى أن الانفصال كان ودياً.

## سيرتها بالتمثيل
قامت بظهورها الخاص كممثلة سنة 2007 بدراما 9 Ends , 2 Out حيث أنها لمت تكن تلعب دور رئيسي بالدراما، وبسنة 2008 قامت بالتمثيل بدراما Woman of Matchless Beauty قبل أن تلعب الدور الرئيسي الأول لها بدراما You are my Destiny .
وبسنة 2009 قامت بالتمثيل بدراما Cinderella Man فكانت هذه المرة الثانية لها بلعب دور رئيسي بالدراما فشاركت البطولة مع الممثل Know Sang-Woo .
وبسنة 2011 تم عرض عليه دور بطولي بدراما جديدة تعرف بــLove Rain مع الممثل Jang Geun-Suk حيث تم بدأ تصوير الدراما ببداية سنة 2012 وتم عرضها على قناة Kbs2 حيث لا يزال تصوير الدراما قائم، حيث قامت بلعب شخصيتين مزدوجتين هي والممثل Jang Geun-Suk فلعبا دور عاشقان قد افترقا بزمن 1970، ودور ابنة الشخصية الأولى بزمن 2012، كانت الدراما من إخراج Yoon Suk-Ho قامت بدور البطولة في مسلسل the k2 مع الممثل جي تشانغ ووك في عام 2016

## سيرتها بالبرامج التلفزيونية
كانت ضيفة بالحلقت الأخيرة من برنامج التلفاز الواقعي family Out Going على قناة SBS الذي انتهى الموسم الأول منه في 14 فبراير سنة 2010، وأصبحت ضيفة دائمة بالجزء الثاني من البرنامج مع Yoona Sang-hyun و Kim Won-Hee و Ji Sang-Ryeol و Shin Bong-Seon و Jang Dong-Min وعضو فرقة سوبر جونيور Kim Heechul وعضو فرقة 2AM JoKwonو Ok TaecYeon عضو فرقة 2PM . حيث استمر البرنامج مدة 5 أشهر وانتهى في 11 يوليو سنة 2010 .
في 24 من شهر ديسمبر سنة 2011 كانت مقدمة بحفل توزيع جوائز KBS Entertainment مع Shin Dong-Yeob و Lee Ji Ae ، كما أصبحت مقدمة بحفل SBS Gayo Daejun لسنة 2011 مع Song Ji-Hyo والممثل Lee Seung Gi .
سيرتها كعارضة أزياء ومنتجات:
قبل ظهورها كعضوة مع فرقة Girls Generation ، كانت Yoona معروفة بعالم صناعة الترفيه حيث كانت تقوم بالعمل كعارضة لعدة منتجات ومجلات حين كانت متدربة لدى شركة SM Entertainment ، وبعد ظهروها كعضوة من فرقة Girls Generation ن عملت كعارضة لــClean&Clear و YeJimin Pad ولمنتجات Innisfree كما عملت كعارضة لـS-oil ولملابس Edier .
في شهر مايو من سنة 2008 عملت كعارضة مع عضوات فرقتها تيفاني وجيسيكا مع فرقة TVXQ لمنتج Haptic Montion . كما عملت كعارضة أزياء مع عضوة فرقتها سويونغ لمجموعة 08-09 F/W SFAA Seoul Cllection لــلمصمم الأزياء lee Joo-young بقاعة Hakyohul Exhibition بالعاصمة Seoul في 20 مارس 2008 .
في أبريل سنة 2010 شاركت مع عضوات فرقتها سوهيون ويوري بإعلان لقرية Caribbean Bay المائية مع تيكيون ونيكهون وتشان سونغ أعضاء فرقة 2PM الذي تم إصداره بمنتصف شهر مايو من سنة 2010 حيث تم إنتاج أغنية Cabi Song من مشاركة الفرقتين للإعلان.
وتم اختيار Yoonaمع عدة من مشاهير كوريا مثل Kim Hee-seon , Ji Jin-hee , Ha Ji-won, Son Ye-jin , Kim Hyun-joong , Yunho , Rain ليكونوا عارضين لمجموعة Cartier’s Love الذي تم تخصيص عائدات بيع أسوار الذهب لمعهد Vaccine Institute الدولي.

## سيرتها الغنائية
قامت يونا بإصدار أول أغنية منفردة لها في 30 أغسطس سنة 2010 وهي Innisfree Day، من اجل تعزيز حملة مناشف Eco التي هي إحدى مستحضرات Innisfree للتجميل.
كما قامت بإصدار نسخة الأستوديو من غنائها أغنية 4Miuntes لـ مادونا وجستن تيمبرلك التي قامت بالغناء والرقص عليها لأول مرة بجولة غيرلز جينيريشن الخاصة بسنغافورة بسنة 2011.
وبإحدى حفلات شركة SM العالمية قامت Yoona ولأول مرة بالغناء مع أعضاء فرقة سوبر جونيور إي توك وهيتشول أغنية Introduce Me A Good Man.
وقامت بغناء هذه الأغنية مرة أخرى بحفل غيرلز جينيريشن الخاص بالكريسماس سنة 2011 مع Alex و Oh Sang-Jin .
وشاركت الممثل والمغني لي سونغ جي المسرح حين أدائه لأغنيته Love Time بحفل SBS Gayo DaeJun سنة 2011.
و أصدرت أول أغنية منفردة لها بعنوان Deoksugung Stonewall Walkway بالتعاون مع 10 cm بتاريخ 11 مارس.
و هذه الأغنية هي الإصدار الخامس من مشروع إس إم ستيشن.

## الدراما التي مثلت بهـا
| السنة   | عنوان                                    | قناة البث   | الدور                           | ملاحظة              | المراجع       |
| ------- | ---------------------------------------- | ----------- | ------------------------------- | ------------------- | ------------- |
| 2007    | اثنين من الرافضة في الجولة التاسعة       | إم بي سي    | شين جو يونغ                     |                     | [ 10 ]        |
| 2008    | زواج لا يمكن وقفه                        | كي بي إس 2  | بولجوانغ دونغ"سبع أميرات عصابة" | ظهور (ح64)          |               |
| 2008    | امرأة ذات جمال لا مثيل له، بارك جونغ غوم | إم بي سي    | مي اي                           | ظهور (ح 19, 20, 23) | [ 11 ]        |
| 2008–09 | أنت قدري                                 | كي بي إس    | جانغ ساي بوك                    |                     | [ 12 ]        |
| 2009    | رجل الساندريلا                           | إم بي سي    | سيو يو جين                      |                     | [ 13 ] [ 14 ] |
| 2012    | حب المطر                                 | كي بي إس 2  | كيم يون هي / جونغ ها نا         |                     | [ 15 ] [ 16 ] |
| 2013–14 | رئيس الوزراء وأنا                        | كي بي إس 2  | نام دا جونج                     |                     | [ 17 ]        |
| 2015    | أول مره                                  | اون ستايل   | ايم يون ها                      | ظهور (ح1)           | [ 18 ]        |
| 2016    | إله الحرب، تشاو يون                      | يونان تي في | شياو تشينغيي / ما يورو          | دراما صنينة         | [ 19 ]        |
| 2016    | كي 2                                     | تي في إن    | جو أن نا                        |                     | [ 20 ] [ 21 ] |
| 2017    | الملك في الحب                            | إم بي سي    | ايون سان / سوو هوا              |                     | [ 22 ] [ 23 ] |
| 2020–21 | أصمت                                     | جي تي بي سي | لي جي سوو                       |                     | [ 24 ]        |
| 2022    | فم كبير                                  | تي في ان    | جو مي هو                        |                     | [ 25 ]        |
| 2022    | ملك الأرض                                | جي تي بي سي | تشون سا رن                      |                     | [ 26 ]        |
| 2025    | هنيئا مريئا جلالتك                       | تي في إن    | يون جي-يونغ                     |                     | [ 27 ]        |

## ظهرت في أغاني
Magic Castleلـ TVXQ في 2004.
U لـ Super Junior في 2006.
My Everything لـ The Grace في 2006.
Marry U لـ Super Junior في 2007.
Propose لـ Lee Seung Cheol في 2008.
That Guy’s Woman لــ24/7 سنة 2009
Caribbean Bay لـ Girls’ Generation و2PM في 2010.
(Replay النسخة اليابانية) لـ شايني في 2011
برامج التلفاز الواقعية:
الموسم الأول من Family Outing كضيفة في الحلقة 36 و 37
الموسم الثاني من Family Outing كمضيفة بالبرنامج
الحلقات 39 و 63و 64 من برنامج رانينغ مان.

## العروض والحفلات
- مقدمة في حفل KBS Entertainment Awards في 26 ديسمبر 2009 شاركت في حملة Love sharing في 14 نوفمبر 2010
- مقدمة في حفل KBS Entertainment Awards للمرة الثانية في 24 ديسمبر 2011 مقدمة في حفل SBS ‘Gayo Daejun’ في 29 ديسمبر 2011
- مقدمة في حفل KBS drama awards 2013

## الإعلانات التجارية
- عارضة لزيElite سنة 2004-2008
- Teun Teun English ‘Follow Me’ CF سنة 2006
- Sanyo Eneloop CF سنة 2006
- Elite CF مع فرقة SS501 2006-2007
- Sunkist Lemonade CF مع Kangin و Heechul من Suju سنة 2007
- Sola-C Vitamin CFسنة 2007
- عارضة لزيElite مع فرقة 2PM سنة 2008
- Clean and Clear مع Kim So Eun سنة 2008-2009
- عارضة لشايYeJiMiIn سنة 2008-2009
- عارضة لــInnisfree سنة 2009-2012
- S-Oil CFسنة 2010
- إعلان القرية المائية Caribbean Bay مع فرقة 2PM سنة 2010
- عارضة لملابس Edier مع Lee MinHo سنة 2011-2012 والمزيد